# Liste des organismes les plus longévifs
 (août 2025).
Motif : WP:SYN : Même si chaque élément d'une synthèse inédite peut être correctement sourcé, la synthèse dans son ensemble n'est pas vraiment considérée comme vérifiable si elle contient des interprétations, implications, ou conclusions non sourçables de ces sources. Voir aussi WP:AL.
- Archive Wikiwix
- Bing
- Cairn
- DuckDuckGo
- E. Universalis
- Gallica
- Google
- G. Books
- G. News
- G. Scholar
- Persée
- Qwant
- (zh) Baidu
- (ru) Yandex

| 1. | Préciser le motif de la pose du bandeau. | Précisez le motif de la pose du bandeau en utilisant la syntaxe suivante : {{admissibilité à vérifier\|date=août 2025\|motif=remplacez ce texte par le motif}}                                               |
| 2. | Informer les utilisateurs concernés.     | Pensez à avertir le créateur de l'article, par exemple, en insérant le code ci-dessous sur sa page de discussion : {{subst:avertissement admissibilité à vérifier\|Liste des organismes les plus longévifs}} |

Voici une liste des organismes biologiques les plus longévifs : le ou les individus (ou, dans certains cas, les clones) d’une espèce présentant la plus longue durée de vie naturelle maximale. Pour une espèce donnée, cette désignation peut inclure :
- Le ou les individus les plus âgés connus actuellement en vie, avec leurs âges vérifiés ;
- Les détenteurs de records individuels vérifiés, comme l’humain ayant vécu le plus longtemps, Jeanne Calment, ou le chat domestique ayant vécu le plus longtemps, Creme Puff. La définition de « vie la plus longue » utilisée dans cet article ne prend en compte que la durée de vie naturelle observée ou estimée d'un organisme individuel – c'est-à-dire la durée entre sa naissance ou sa conception, ou la première apparition de son identité en tant qu'organisme individuel, et sa mort – et ne prend pas en compte d'autres interprétations possibles de la « vie la plus longue », telles que la durée entre la première apparition d'une espèce dans les archives fossiles et le présent (l'« âge » historique de l'espèce dans son ensemble), la durée entre la première spéciation d'une espèce et son extinction (la « durée de vie » phylogénétique de l'espèce), ou l'éventail des durées de vie possibles des individus d'une espèce. Cette liste inclut les organismes à longue durée de vie, encore vivants aujourd'hui, ainsi que ceux qui sont morts.

La détermination de la durée de vie naturelle d'un organisme est compliquée par de nombreux problèmes de définition et d'interprétation, ainsi que par les difficultés pratiques de mesure fiable de l'âge, en particulier pour les organismes extrêmement anciens et ceux qui se reproduisent par multiplication asexuée. Dans de nombreux cas, les âges indiqués ci-dessous sont des estimations basées sur les taux de croissance observés aujourd'hui, qui peuvent différer sensiblement de ceux observés il y a des milliers d'années. Identifier les organismes à la plus grande longévité dépend également de la définition d'un organisme « individuel », ce qui peut s'avérer problématique, car de nombreux organismes asexués et colonies clonales défient l'une ou les deux définitions courantes de l'individualité (un génotype distinct et un corps indépendant et physiquement séparé). De plus, certains organismes conservent leur capacité de reproduction pendant de très longues périodes de dormance métabolique, durant lesquelles ils peuvent ne pas être considérés comme « vivants » selon certaines définitions, mais peuvent néanmoins reprendre un métabolisme normal par la suite ; il n'est pas certain que ces périodes de dormance doivent être comptabilisées dans la durée de vie de l'organisme.

## Immortalité biologique
Article principal : Immortalité biologique
Si le taux de mortalité d’une espèce n’augmente pas après la maturité, elle ne vieillit pas et est dite biologiquement immortelle. De nombreuses plantes et animaux ont observé une diminution du taux de mortalité avec l’âge, pendant tout ou partie de leur cycle biologique. Des hydres ont été observées pendant quatre ans sans augmentation du taux de mortalité. Si le taux de mortalité reste constant, il détermine la durée de vie moyenne. Cette durée de vie peut être longue ou courte, bien que l’espèce ne vieillisse pas.
On a observé des individus d’autres espèces régresser à l’état larvaire et redevenir adultes à plusieurs reprises. L’espèce hydrozoaire Turritopsis dohrnii (anciennement Turritopsis nutricula) est capable de passer du stade adulte mature au stade polype immature, puis inversement. Cela signifie qu’aucune limite naturelle à sa durée de vie n’est connue. Cependant, aucun spécimen n'a été observé sur une période prolongée, et il est impossible d'estimer l'âge d'un spécimen par aucun moyen connu. Au moins un autre hydrozoaire (Laodicea undulata), un scyphozoaire (Aurelia sp. 1) et un tentaculata (Mnemiopsis leiydi) peuvent également passer du stade de méduse au stade de polype.
De même, les larves de coléoptères subissent un certain « développement inversé » lorsqu'elles sont privées de nourriture, puis repoussent jusqu'à leur maturité antérieure. Ce cycle peut se répéter plusieurs fois. Cependant, la répétition des cycles entraîne une détérioration physiologique, ce qui suggère que ces larves de coléoptères vieillissent encore.

## Reprise de l'activité après une stase
Si la définition de la durée de vie n'exclut pas le temps passé dans des états métaboliquement inactifs, on peut dire que de nombreux organismes ont une durée de vie de plusieurs millions d'années. Plusieurs affirmations ont été avancées concernant la réactivation du métabolisme actif de spores bactériennes après des millions d'années de dormance. Des spores conservées dans l'ambre ont été réactivées après 40 millions d'années[9], et des spores provenant de gisements de sel de la formation de Salado, au Nouveau-Mexique, après 250 millions d'années, faisant de ces bactéries de loin les organismes à la plus grande longévité jamais recensés. De même, en mai 2022, des micro-organismes procaryotes et eucaryotes ont été découverts dans des cristaux d'halite ; ils pourraient dater de plus de 800 millions d'années, mais on ignore s'ils sont vivants ou s'ils peuvent être réactivés. Dans une découverte connexe, un scientifique a réussi à inciter une bactérie capturée dans le sel, vieille de 34 000 ans, à se reproduire. Ces résultats ont ensuite été reproduits indépendamment.
En juillet 2018, des scientifiques de quatre institutions russes collaborant avec l'Université de Princeton ont annoncé avoir analysé environ 300 nématodes préhistoriques récupérés dans le pergélisol au-dessus du cercle polaire arctique, en République de Sakha. Après décongélation, deux d'entre eux ont repris vie et ont commencé à se déplacer et à se nourrir. L'un d'eux, découvert dans un terrier d'écureuil du Pléistocène, sur l'affleurement de Duvanny Yar, sur la Kolyma, aurait environ 32 000 ans, tandis que l'autre, récupéré en 2015 près de la rivière Alazeya, aurait entre 30 000 et 40 000 ans. Ces nématodes étaient considérés comme les plus anciens organismes multicellulaires vivants sur Terre. En 2021, des biologistes ont signalé la restauration de rotifères bdelloïdes gelés depuis 24 000 ans dans le pergélisol sibérien. En 2023, il a été signalé que des nématodes de l'espèce Panagrolaimus kolymaensis, jusqu'alors non décrite, ont été réactivés après 46 000 ans de cryptobiose.

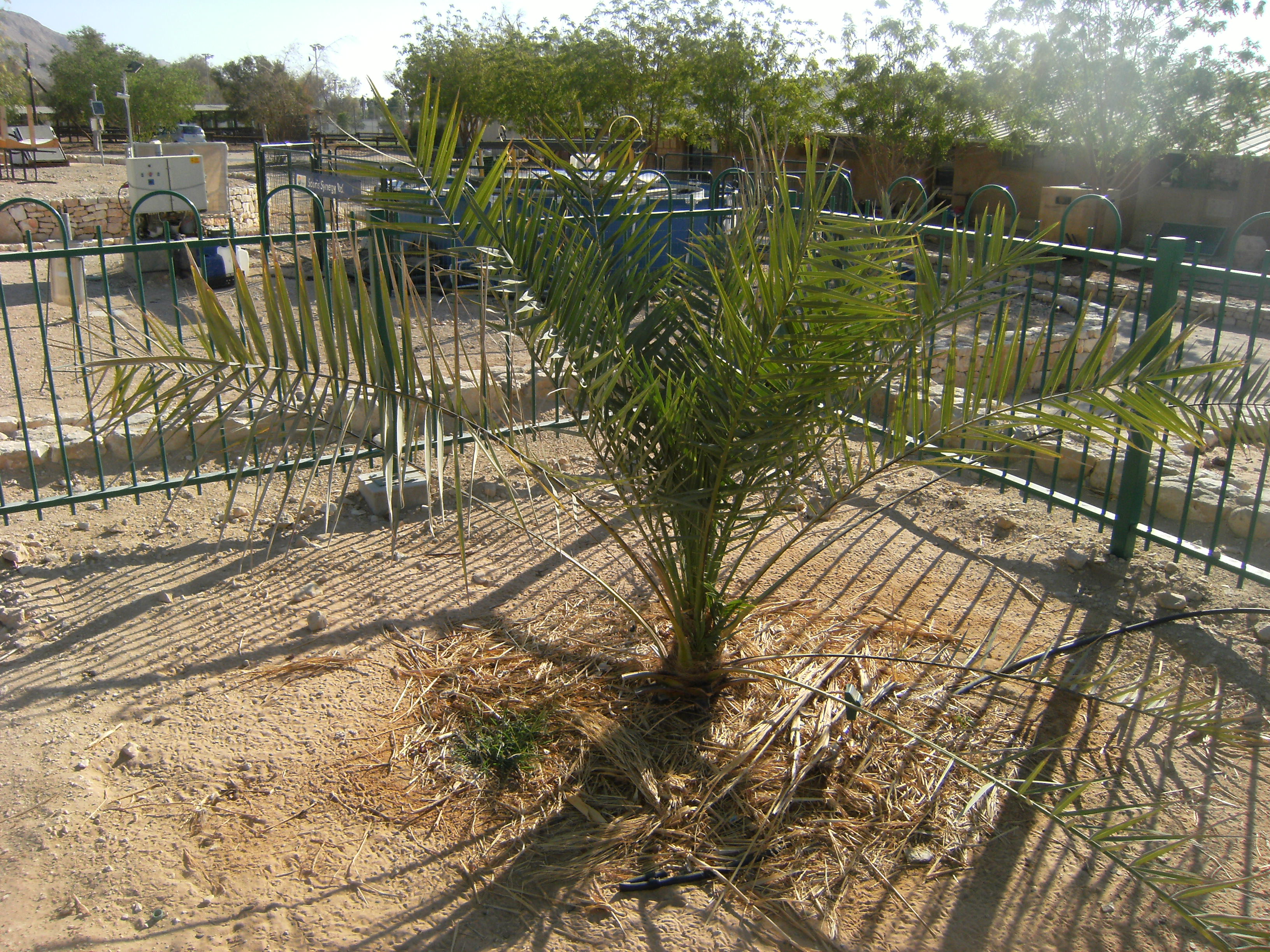
Le seul exemplaire d'un palmier dattier de Judée situé à Kibboutz Ketura, Israël. Il a germé en 2005 à partir d'une graine de 2000 ans qui a été trouvée dans les fouilles de Massada, et il est surnommé "Mathusalem".

Comme les spores bactériennes, les graines de plantes sont souvent capables de germer après de très longues périodes d'inactivité métabolique. Une graine du palmier dattier de Judée, autrefois éteint, a été réactivée et a réussi à germer après près de 2 000 ans. Baptisée « Methusalem », elle pousse actuellement au kibboutz Ketourah, en Israël. De même, la plante à fleurs Silene stenophylla a été cultivée à partir de fruits congelés trouvés dans une ancienne cache d'écureuil. Les plantes germées portaient des graines viables. Le fruit a été daté à 31 800 ± 300 ans. En 1994, une graine de lotus sacré (Nelumbo nucifera), datée d'environ 1 300 ± 270 ans, a germé avec succès. En 2024, une espèce de Commiphora jamais observée auparavant a été cultivée à partir d'une graine germée avec succès, estimée à 1 000 ans.
Dans les années 1990, Raul Cano, microbiologiste à l'Université polytechnique d'État de Californie, à San Luis Obispo, aux États-Unis, a rapporté avoir réactivé une levure emprisonnée dans l'ambre depuis 25 millions d'années, bien que des doutes aient été émis quant à son ancienneté. Cano a fondé une brasserie et a élaboré une « bière ambrée » à partir d'une variante de Saccharomyces cerevisiae vieille de 45 millions d'années.

## Liste des organismes à la plus grande longévité

### Micro-organismes

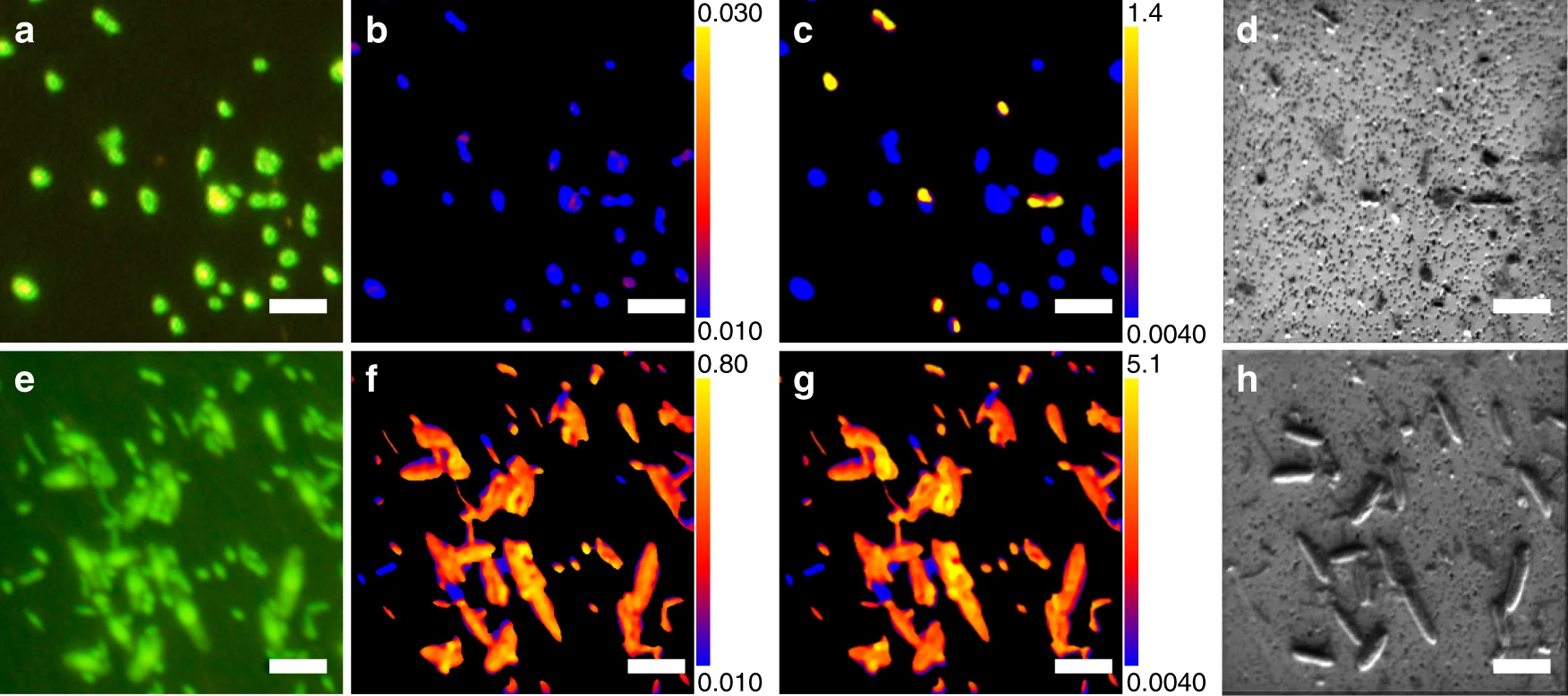
Micro-organismes découverts dans les fonds marins.

Certains endolithes ont une durée de vie extrêmement longue. En août 2013, des chercheurs ont signalé la présence d'endolithes au fond des océans, vieux de plusieurs millions d'années, avec une durée de génération de 10 000 ans. Ces endolithes se métamorphosent lentement. Certains Actinomycetota découverts en Sibérie sont estimés à un demi-million d'années.
En juillet 2020, des biologistes marins ont signalé la découverte de micro-organismes aérobies (principalement), en « animation quasi suspendue », dans des sédiments pauvres en matière organique. Ces sédiments, datés de 4,3 à 101,5 millions d'années par des recherches antérieures utilisant des techniques à base de cobalt, étaient situés à 68,9 mètres (226 pieds) sous le fond marin dans le gyre du Pacifique Sud (SPG) (« le point le plus mort de l'océan »). Ces organismes pourraient être les formes de vie les plus durables jamais découvertes. Pourtant, en octobre 2024, des scientifiques ont signalé la présence de micro-organismes aérobies dans une roche vieille de 2 milliards d'années, forée à 15 mètres sous terre dans une formation connue sous le nom de complexe igné du Bushveld, dans le nord-est de l'Afrique du Sud. L'âge de ces micro-organismes est toutefois inconnu.

### Colonies clonales de plantes et de champignons
Pando est une colonie clonale de peupliers faux-tremble vieille de plusieurs milliers d'années. Comme pour toutes les espèces végétales et fongiques à longue durée de vie, aucune partie d'une colonie clonale n'est vivante (au sens de métabolisme actif) plus d'une infime fraction de la vie de la colonie entière. Certaines colonies clonales peuvent être entièrement connectées par leurs systèmes racinaires, tandis que la plupart ne sont pas interconnectées, mais constituent néanmoins des clones génétiquement identiques qui ont peuplé une zone par reproduction végétative. L'âge des colonies clonales est une estimation, souvent basée sur les taux de croissance actuels.
Une immense colonie de Posidonia oceanica, une herbier marin situé en Méditerranée, près d'Ibiza, en Espagne, est estimée entre 12 000 et 200 000 ans. Cet âge maximal est théorique, car la région qu'elle occupe actuellement était une terre ferme il y a entre 10 000 et 80 000 ans.
La seule colonie clonale survivante de l'arbuste Lomatia tasmanica en Tasmanie est estimée à au moins 43 600 ans.
La colonie de chênes Jurupa du comté de Riverside, en Californie, aux États-Unis, est estimée à au moins 13 000 ans. D'autres estimations la situent entre 5 000 et 30 000 ans.
Des clones d'Eucalyptus recurva en Australie auraient 13 000 ans.
Un myrtillier à feuilles de buis du comté de Perry, en Pennsylvanie, aux États-Unis, aurait environ 13 000 ans. Il pourrait être antérieur à l'implantation humaine en Pennsylvanie.
Le clone King est un arbuste à créosote (Larrea tridentata) du désert des Mojaves, dans le sud de la Californie, aux États-Unis, dont l'âge est estimé à 11 700 ans. Un autre buisson de créosote aurait 12 150 ans, mais cette hypothèse n'est pas encore confirmée.
Une colonie de pins Huon sur le mont Read, en Tasmanie, est estimée à 10 000 ans, certains spécimens vivant plus de 3 000 ans.

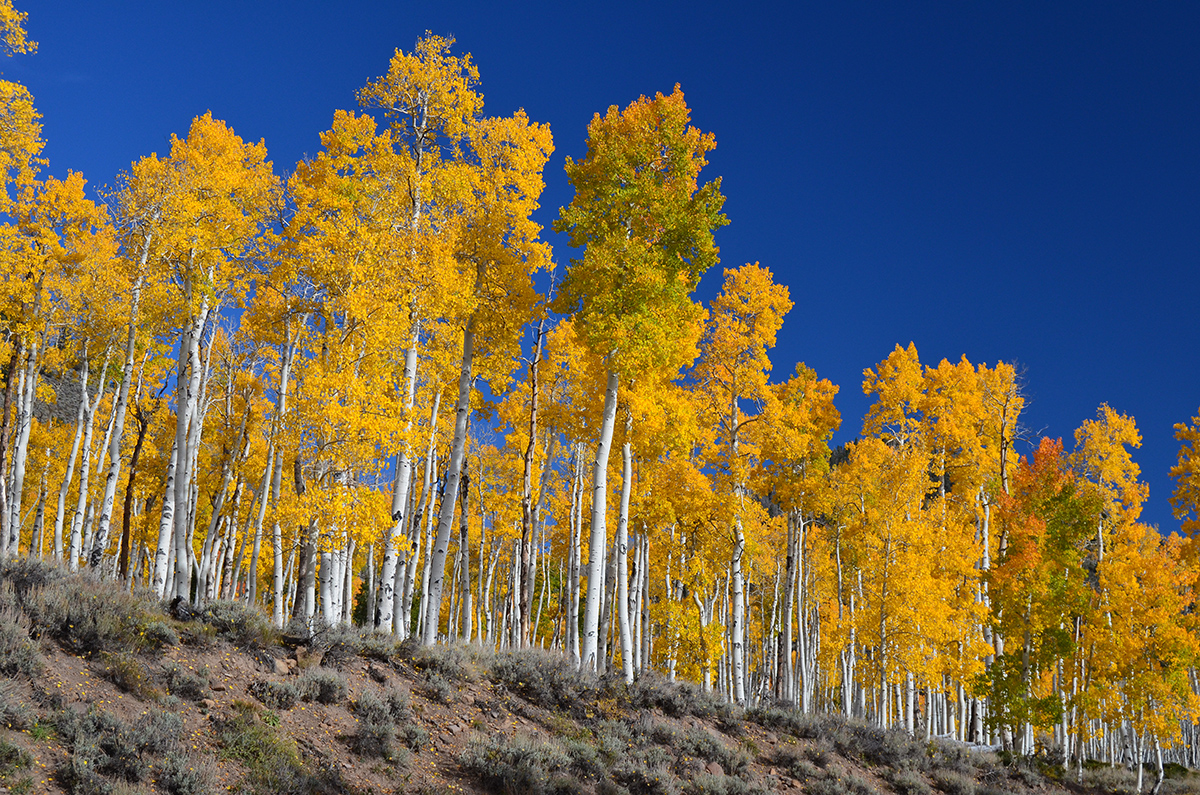
Photo automnale du plus vieil organisme du monde, un bosquet de Populus tremuloides (tremble faux-tremble) partageant un système racinaire, tirée du site Internet de la forêt nationale de Fish Lake.

Old Tjikko, un épicéa commun du comté de Dalécarlie, en Suède, repose sur des racines datées au radiocarbone à 9 550 ans. Cet arbre fait partie d'une colonie clonale établie à la fin de la dernière période glaciaire. Découvert par le professeur Leif Kullman de l'Université d'Umeå, Old Tjikko est petit, mesurant seulement 5 m de haut.
Pando est une colonie clonale de Populus tremuloides (peuplier faux-tremble) située dans le centre-sud de l'Utah, aux États-Unis. Son âge est estimé à plusieurs milliers d'années, peut-être même jusqu'à 14 000 ans. Contrairement à de nombreuses autres « colonies » clonales, les troncs aériens de Pando restent reliés entre eux par un seul système racinaire souterrain massif.
« Humongous Fungus », un individu de l'espèce fongique souterraine clonale Armillaria solidipes, présent dans la Forêt nationale de Malheur, en Oregon, aurait entre 2 000 et 8 500 ans. Outre son âge extrême, il est également considéré comme le plus grand organisme au monde par sa superficie, avec 965 hectares. Une immense colonie de Posidonia australis, une herbier marin, située sur la côte australienne, au-dessus de la Baie Shark, est estimée à plus de 4 500 ans. C'est également la plus grande plante connue.

### Spécimens de plantes
Voir aussi : Liste des arbres les plus anciens
Le pin Mathusalem, un pin à cônes aristés (Pinus longaeva) du Grand Bassin, situé dans les Montagnes Blanches de Californie, a été mesuré par comptage des cernes à 4 856 ans. Il s'agit donc du plus vieil arbre non clonal vivant connu au monde.
Un spécimen de Fitzroya cupressoides au Chili a été mesuré par comptage des cernes à 3 654 ans, ce qui signifie que cette espèce est le deuxième plus ancien arbre non clonal vérifié.
Le cyprès d'Abarkouh, un cyprès méditerranéen (Cupressus sempervirens) d'Iran, est estimé à 4 000 à 5 000 ans.

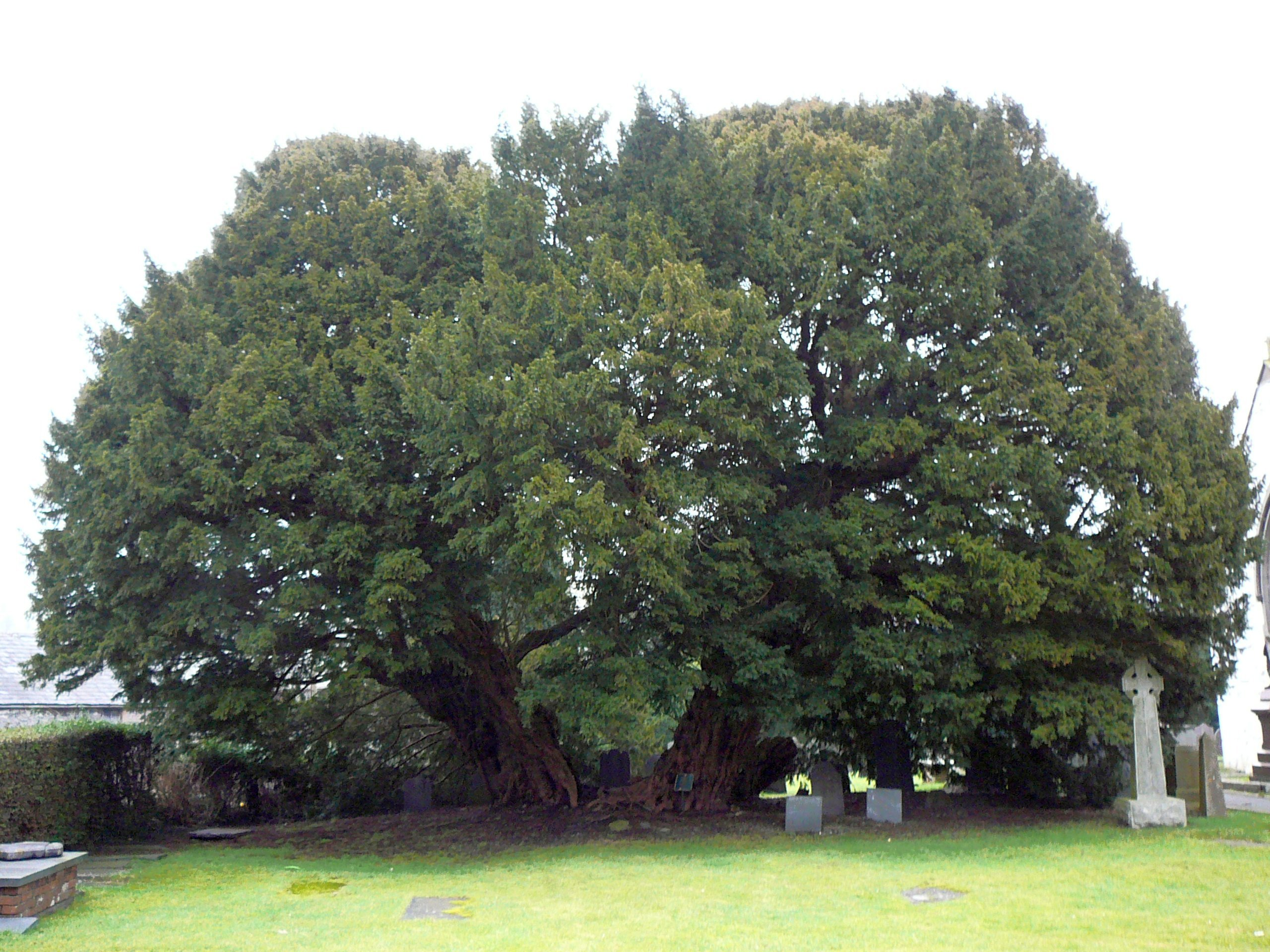
L'if de Llangernyw est peut-être le plus vieil arbre d'Europe.

L'if de Llangernyw, un if ancien (Taxus baccata) situé dans le cimetière du village de Llangernyw, au nord du Pays de Galles, aurait entre 4 000 et 5 000 ans.
Le séquoia President, situé dans le parc national de Sequoia, en Californie, est le plus ancien séquoia géant (Sequoiadendron giganteum) connu, âgé d'environ 3 200 ans.
La yareta est une minuscule plante à fleurs de la famille des Apiacées, originaire d'Amérique du Sud. Dans les prairies de la Puna, dans les Andes du Pérou, de Bolivie, du nord du Chili et de l'ouest de l'Argentine, entre 3 200 et 4 500 mètres d'altitude. Certaines yaretas pourraient avoir jusqu'à 3 000 ans.
Un baobab de Panke (Adansonia digitata) au Zimbabwe avait environ 2 450 ans lorsqu'il est mort en 2011, ce qui en fait la plus vieille angiosperme jamais répertoriée. Deux autres arbres de la même espèce – Dorslandboom en Namibie et Glencoe en Afrique du Sud – étaient estimés à environ 2 000 ans.
Un figuier des pagodes (Ficus religiosa), le Jaya Sri Maha Bodhi à Anuradhapura, au Sri Lanka, a 2 312 ans, ayant été planté en 288 av. J.-C. Il s'agit du plus vieil arbre vivant planté par l'homme connu au monde.
Le Grand sugi de Kayano, le cryptomeria supposé avoir été planté par l'homme à Kaga, dans la province d'Ishikawa, au Japon, était estimé à 2 300 ans en 1928. Le Jōmon Sugi, le cryptomeria poussant naturellement sur l'île de Yakushima, dans la province de Kagoshima, au Japon, a entre 2 170 et 7 200 ans.
Un spécimen de Lagarostrobos franklinii en Tasmanie aurait environ 2 000 ans.
L'if de Fortingall, un if ancien (Taxus baccata) situé dans le cimetière du village de Fortingall, dans le Perthshire, en Écosse, est l'un des plus vieux arbres connus d'Europe. Diverses estimations situent son âge entre 2 000 et 5 000 ans, bien qu'on pense aujourd'hui qu'il se situe dans la partie inférieure de cette fourchette.
De nombreux oliviers auraient 2 000 ans ou plus. L'existence d'un olivier d'Ano Vouves, en Crète, dont l'âge est attesté par une analyse des cernes, a été confirmée. L'âge de Stara Maslina (vieil olivier), près de Stari Bar au Monténégro, est estimé à plus de 2 200 ans.
Tāne Mahuta, un kauri (Agathis australis) de Nouvelle-Zélande, aurait entre 1 250 et 2 500 ans. C'est le plus ancien et le plus grand kauri encore debout.
Welwitschia est un genre monotypique de gymnospermes, composé uniquement de l'espèce distincte Welwitschia mirabilis. La plante est considérée comme un fossile vivant. La datation au radiocarbone a confirmé que de nombreux individus ont vécu plus de 1 000 ans, et certains sont soupçonnés d'avoir plus de 2 000 ans.
Le Vieux Tjikko, le plus vieil épicéa commun connu au monde, se reproduit par clonage végétatif. Bien que son tronc ne soit âgé que de quelques siècles, son système racinaire est estimé à 9 567 ans.

### Animaux aquatiques
L'âge des éponges siliceuses trouvées dans la mer de Chine orientale et l'océan Austral est estimé à plus de 10 000 ans. Bien que ce chiffre soit peut-être surestimé, il s'agit probablement de l'animal ayant vécu le plus longtemps sur Terre.
Les spécimens du genre de corail noir Leiopathes, comme Leiopathes glaberrima, comptent parmi les plus anciens organismes vivants sans interruption de la planète : ils sont âgés d'environ 4 265 ans.

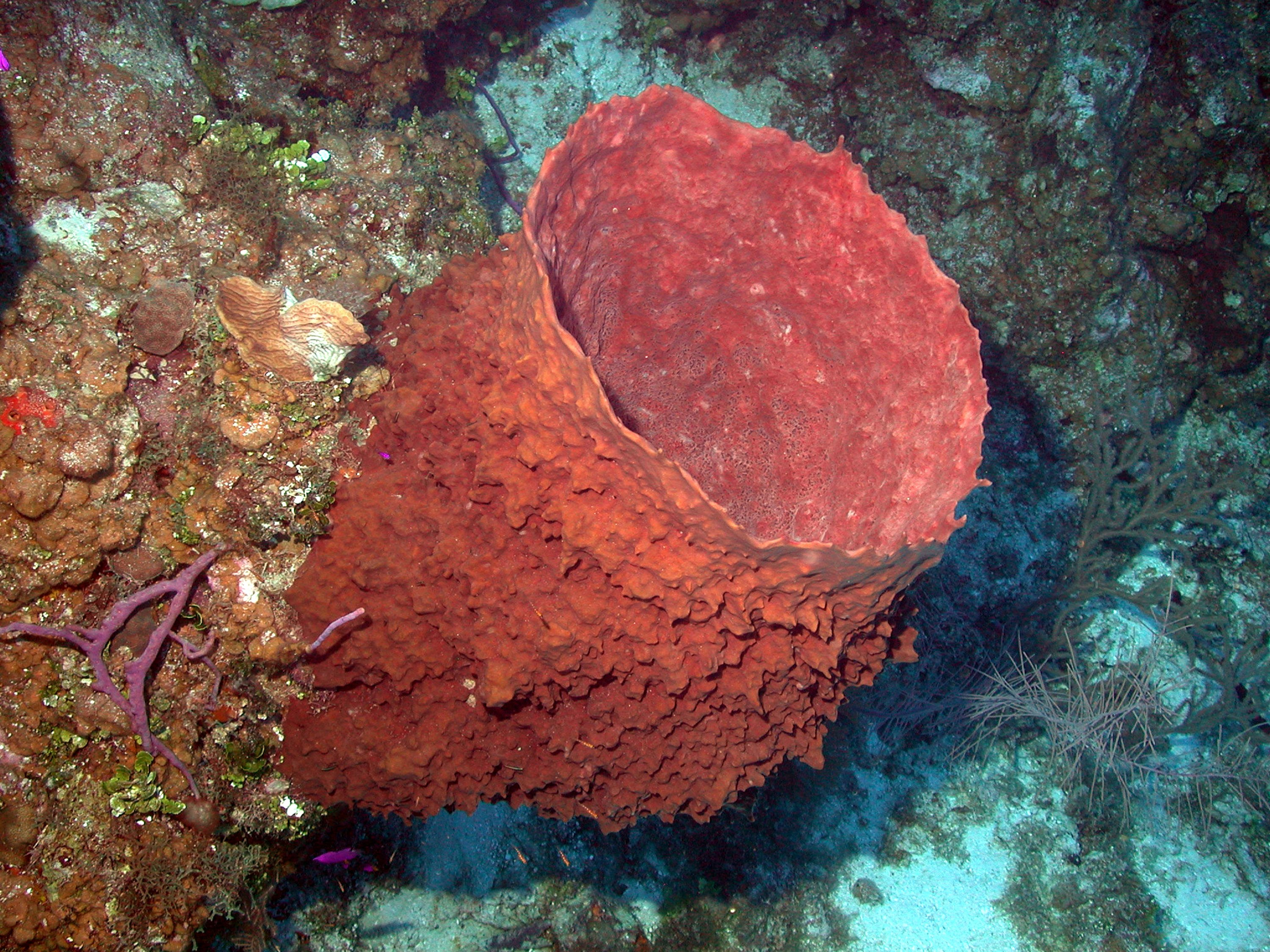
Xestospongia muta, l'éponge tonneau, peut vivre 100 ans et atteindre plus de 1,80 m de haut. Bien que les populations aient décliné dans certaines régions des Caraïbes, elles semblent en bonne santé sur l'île Little Cayman. Mer des Caraïbes, îles Caïmans.

L'éponge tonneau géante Xestospongia muta est l'un des animaux à la plus grande longévité, les plus grands spécimens des Caraïbes étant estimés à plus de 2 300 ans.
Le corail noir Antipatharia, présent dans le golfe du Mexique, pourrait vivre plus de 2 000 ans.
L'éponge antarctique Cinachyra antarctica a une croissance extrêmement lente dans les basses températures de l'océan Austral. L'âge d'un spécimen a été estimé à 1 550 ans.
Un spécimen, « Ming », du cyprin islandais Arctica islandica (également appelé quahog océanique), un mollusque, aurait vécu 507 ans. Un autre spécimen aurait une espérance de vie de 374 ans.
Le ver tubicole Escarpia laminata, qui vit dans les suintements froids des profondeurs marines, atteint régulièrement un âge compris entre 100 et 200 ans, certains individus pouvant dépasser 300 ans. Certains peuvent vivre plus de 1 000 ans.
L'espérance de vie du requin du Groenland était estimée à environ 200 ans, mais une étude publiée en 2016 a révélé qu'un spécimen de 5,02 m (16,5 pieds) avait entre 272 et 512 ans. Cela fait du requin du Groenland le vertébré à la plus grande longévité.
La durée de vie maximale de la moule perlière d'eau douce (Margaritifera margaritifera) pourrait être de 210 à 250 ans.
Des sources confirmées estiment que les baleines boréales ont vécu au moins 211 ans, ce qui en fait les mammifères les plus anciens.
Le sébaste à œil épineux peut atteindre 205 ans.
Des spécimens de l'oursin rouge Strongylocentrotus franciscanus ont plus de 200 ans.
De nombreuses sous-familles de poissons marins Oreosomatidae, notamment les Allocyttus, Neocyttus et Pseudocyttus (collectivement appelés Oreos), pourraient vivre jusqu'à 170 ans, selon des estimations d'accroissement otolithique et des datations radiométriques.
Le ver tubicole des profondeurs, Lamellibrachia luymesi (Annelida, Polychaeta), vit plus de 170 ans.
La panope, une espèce de palourde marine originaire du Puget Sound, peut vivre plus de 160 ans.
Un Suédois a affirmé qu'une anguille européenne nommée Åle avait 155 ans lorsqu'elle est morte en 2014. Si c'était exact, elle aurait été la plus vieille du monde, ayant éclos en 1859.
L'hoplostète orange, également connu sous le nom de perche des profondeurs, peut vivre jusqu'à 149 ans.
L'âge de George le homard (un homard américain, Homarus americanus) a été estimé à environ 140 ans par PETA en janvier 2009.
Le bison à grande bouche (Ictiobus cyprinellus), un poisson d'eau douce de la famille des Catostomidae, a une longévité maximale d'au moins 127 ans, selon le comptage des anneaux d'otolithes et la datation au radiocarbone à la bombe.
En 2012, un esturgeon estimé à 125 ans a été capturé dans une rivière du Wisconsin.
Les tardigrades, capables de cryptobiose, ont démontré une survie de près de 120 ans à l'état sec.
On estime que le grand requin blanc vit plus de 70 ans, ce qui en fait l'un des poissons cartilagineux les plus longévifs connus à ce jour.
Une orque de la population résidente du Sud, identifiée comme J2 ou Granny, était estimée par certains chercheurs à environ 105 ans à sa mort en 2017 ; cependant, d'autres méthodes de datation l'estimaient entre 65 et 80 ans.
Un poisson rouge nommé Tish a vécu 43 ans après avoir été gagné lors d'une fête foraine en 1956.
Une carpe koï nommée Hanako serait morte à l'âge de 226 ans en 1977, ce qui en fait la carpe koï ayant vécu le plus longtemps jamais recensée. Cependant, la véracité de sa longévité est incertaine, Snopes signalant qu'aucune preuve concluante de son âge n'a pu être trouvée.
Un poisson-poumon nommé Mathusalem avait entre 92 et 101 ans en 2023, ce qui en faisait le poisson le plus âgé vivant en captivité à l'époque.

### Humains
Articles principaux : Espérance de vie humaine, Longévité, Supercentenaire et Doyen de l'humanité.
Les humains comptent parmi les mammifères terrestres les plus longévifs.

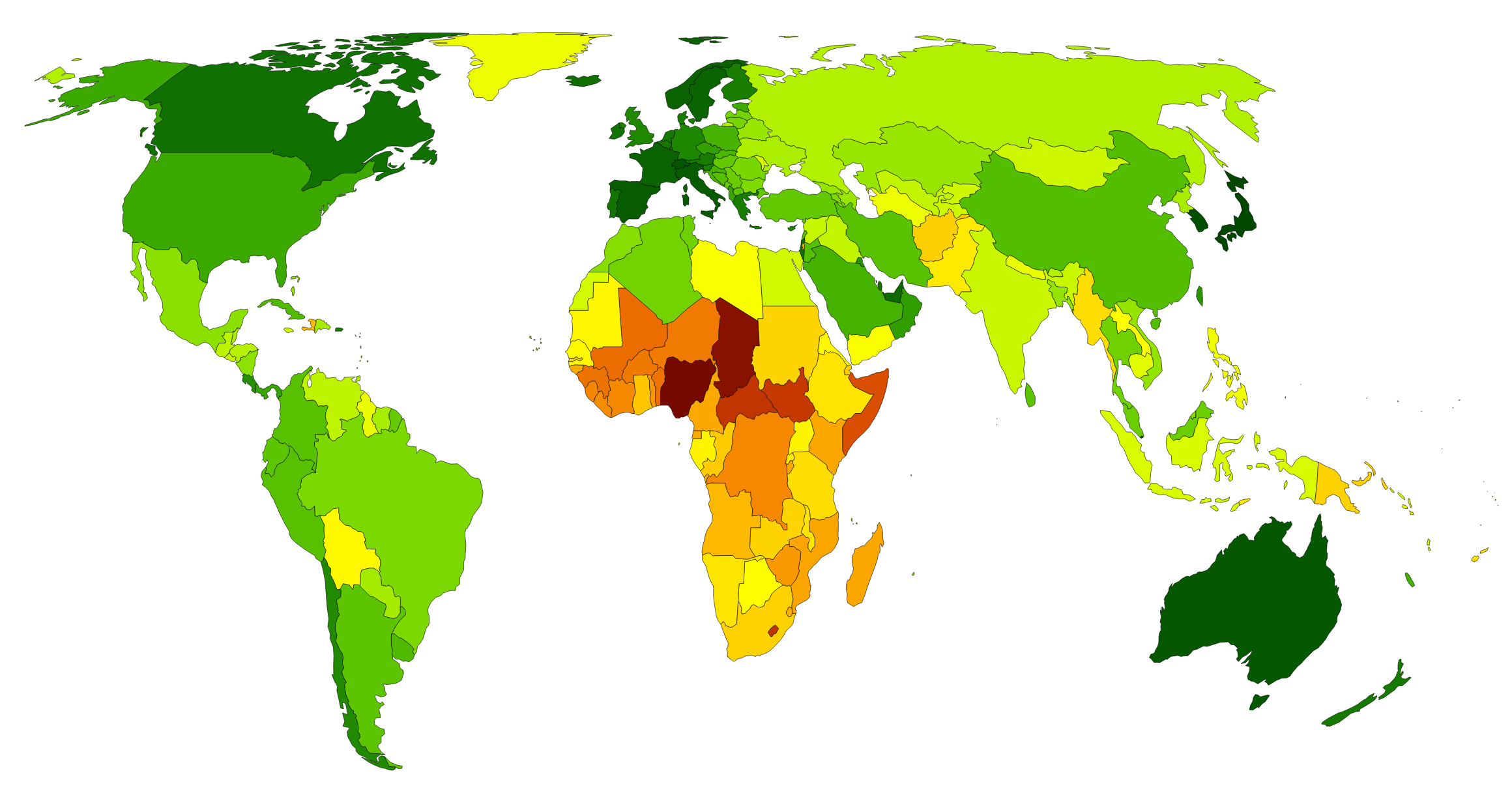
Carte du monde de l'espérance de vie humaine à la naissance en 2023.

Jeanne Calment, une Française, a vécu jusqu'à l'âge de 122 ans et 164 jours, ce qui en fait l'être humain le plus âgé dont l'existence ait été attestée. Elle est décédée le 4 août 1997.
Jiroemon Kimura, un Japonais, est décédé le 12 juin 2013 à l'âge de 116 ans et 54 jours. Il détient le record du plus vieil être humain de sexe masculin de tous les temps.
La personne la plus âgée connue aujourd'hui est Ethel Caterham, une Britannique, née le 21 août 1909, âgée de 115 ans et 341 jours.

### Autres animaux terrestres et pagophiles

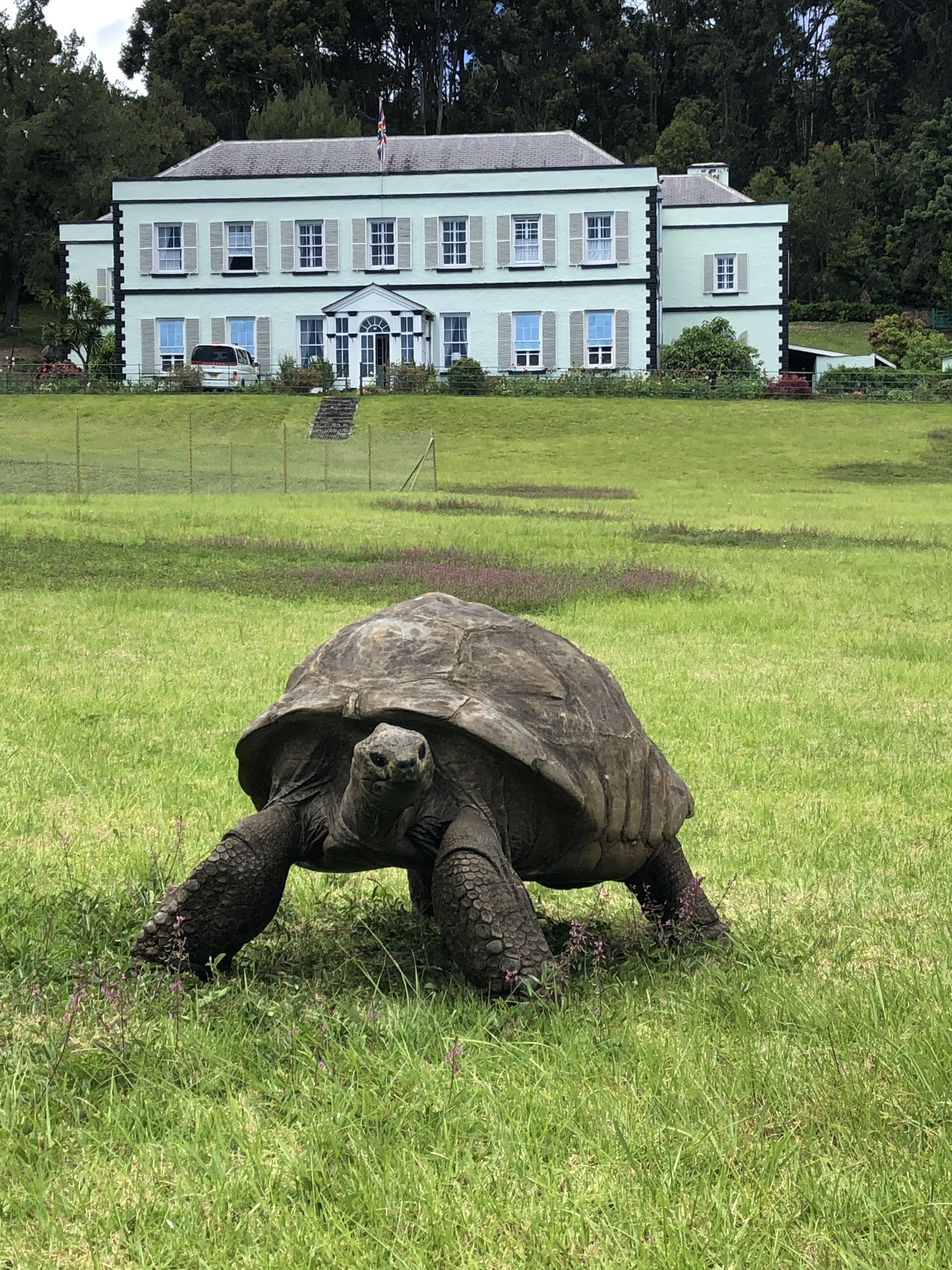
La tortue Jonathan en 2020.

Adwaita, une tortue géante d'Aldabra, est décédée à l'âge estimé de 255 ans en mars 2006 au jardin zoologique d'Alipore, à Calcutta, en Inde. Si son âge était confirmé, cette tortue serait le plus vieil animal terrestre connu à avoir jamais existé. Jonathan, une tortue géante des Seychelles vivant sur l'île de Sainte-Hélène, serait âgée d'au moins 192 ans, ce qui en fait le plus vieil animal terrestre actuellement vivant. Si l'affirmation d'Adwaita est fausse, Jonathan pourrait être le plus vieil animal terrestre connu ayant jamais existé.
Tu'i Malila, une tortue radiée dont la date de naissance est estimée se placer à l'année 1777, est décédée à l'âge de 188 ans en mai 1966, étant à l'époque le plus vieux vertébré attesté.
Harriet, une tortue des Galápagos, est décédée à l'âge de 175 ans en juin 2006.
Timothy, une tortue grecque, née en Turquie, est décédée à l'âge de 165 ans le 3 avril 2004 au Royaume-Uni.
Le plus vieil oiseau connu au monde était un cacatoès à huppe jaune d'Australie, Cocky Bennett, qui a vécu jusqu'à 120 ans. Il se souvenait de phrases telles que « une plume de plus et je m'envolerai » et « un à la fois, messieurs, s'il vous plaît ». Il a vécu de 1796 à 1916 et a voyagé à travers le monde avec différents propriétaires.
Le tuatara, un reptile ressemblant à un lézard originaire de Nouvelle-Zélande, peut vivre bien plus de 100 ans. Henry, un tuatara conservé au Southland Museum en Nouvelle-Zélande, s'est accouplé pour la première fois en 2009, à l'âge estimé de 111 ans, avec une femelle de 80 ans et a engendré 11 bébés tuataras.
Dakshayani, une éléphante d'Asie femelle, initialement détenue par la famille royale de Travancore, puis par le conseil d'administration de Travancore Devaswom, était âgée de 88 ou 89 ans lorsqu'elle est décédée le 5 février 2019. Elle est considérée comme la plus vieille éléphante en captivité en Asie et était surnommée Gaja Muthassi (grand-mère des éléphants).
Lin Wang, une éléphante d'Asie, était la plus vieille éléphante du zoo de Taipei. Il est né le 18 janvier 1917 et est décédé le 26 février 2003, à l'âge de 86 ans, dépassant le précédent record de 84 ans. Les éléphants vivent normalement jusqu'à 50 ans, leur espérance de vie maximale étant généralement estimée à 70 ans.
Hakuna, un crocodile africain au museau fin, a été offert au zoo de Blijdorp à Rotterdam, aux Pays-Bas, en 1929 par la chanteuse et danseuse Joséphine Baker. Il y a vécu 85 ans jusqu'à sa mort le 19 février 2015.
Henry, un crocodile du Nil actuellement conservé au Centre de conservation Crocworld de Scottburgh, en Afrique du Sud, aurait entre 123 et 124 ans, ce qui en fait le plus vieux crocodile en captivité. Il est également connu pour avoir engendré 10 000 petits avec six partenaires différents et pour avoir rencontré le présentateur de télévision Robert Alleva.
Un flamant rose nommé Grand est mort au zoo d'Adelaide en janvier 2014, à l'âge d'au moins 83 ans.
Cookie (30 juin 1933 – 27 août 2016), un cacatoès de Major Mitchell d'origine australienne, vivant au zoo de Brookfield, dans l'Illinois, était le plus vieux représentant de son espèce en captivité et est décédé en août 2016 à l'âge vérifié de 83 ans.
Muja, un alligator américain du zoo de Belgrade, est considéré comme le plus vieil alligator du monde. Muja a plus de 80 ans.
Thaao, un condor des Andes né vers 1930, est décédé à l'âge de 79 ou 80 ans en 2010.
Fatou, un gorille du zoo de Berlin, est le plus vieux gorille jamais observé, à l'âge de 67 ans.
Une femelle albatros de Laysan nommée Wisdom a pondu un œuf sur l'atoll de Midway en décembre 2016, à l'âge de 66 ans. En 2017, elle est l'oiseau sauvage le plus âgé connu au monde.
Le plus vieux cheval vivant connu, Ol' Billy, serait né en 1760 à Londres, en Angleterre. Bill est décédé en 1822 à l'âge de 62 ans. Henry Harrison, résidant à Londres à l'époque, aurait également connu Ol' Billy pendant 59 ans, jusqu'à la mort de Bill.
Rod, un vautour percnoptère qui a vécu au parc ornithologique de Jurong de 1971 à sa mort en 2022. Estimé à 60 ans avant son euthanasie, il pourrait être le plus vieil individu connu de son espèce.
Nonja, un orang-outan de Sumatra, est décédée à l'âge de 55 ans en décembre 2007. Elle était considérée comme l'orang-outan le plus âgé de son espèce.
Le plus vieil ours recensé était Andreas, un ours brun européen, vivant dans le sanctuaire d'ours Arcturos, dans le nord de la Grèce. Il avait au moins 50 ans au moment de sa mort.
Le 27 mai 1983, un scarabée splendor est sorti d'un escalier dans l'Essex, au Royaume-Uni, après avoir passé au moins 47 ans au stade larvaire.
Elly, un rhinocéros noir né à l'état sauvage, était le plus vieux d'Amérique du Nord, avec un âge estimé à 45 ans. Il a résidé au zoo de San Francisco, en Californie, d'avril 1974 jusqu'à sa mort en mai 2017.
La plus vieille araignée vivante, nommée numéro 16 par les chercheurs, était une mygale Gaius villosus, âgée de 43 ans, vivant dans la réserve de North Bungulla, à Tammin, en Australie-Occidentale.
Debby, l'ourse polaire, résidente du zoo du parc Assiniboine à Winnipeg, au Canada, était la plus vieille ourse polaire et la troisième plus vieille espèce d'ours jamais recensée lorsqu'elle est décédée en 2008, à l'âge de 42 ans.
La plus vieille chauve-souris recensée, une chauve-souris de Sibérie (précédemment identifiée comme une chauve-souris de Brandt), avait au moins 41 ans au moment de sa capture.
Creme Puff, une chatte appartenant à Jake Perry d'Austin, au Texas, est née le 3 août 1967 et est décédée trois jours après son trente-huitième anniversaire, le 6 août 2005.
Bluey, un bouvier australien, est le chien ayant vécu le plus longtemps jamais enregistré. Il a atteint l'âge de 29 ans et est décédé en 1939.
La chèvre la plus âgée était McGinty, qui a vécu jusqu'à l'âge de 22 ans et 5 mois jusqu'à sa mort en novembre 2003 sur l'île Hayling, au Royaume-Uni.
Un lapin sauvage nommé Flopsy a été capturé le 6 août 1964 et est mort 18 ans et 10 mois plus tard en Tasmanie, en Australie.
Un agame barbu appartenant à Nik Vernon était âgé de 16 ans et 129 jours lorsqu'il est décédé le 2 décembre 2013.
Une souris nommée Patrick Stewart (en hommage à l'acteur) a été certifiée par le Livre Guinness des records comme la souris vivante la plus âgée chez l'homme, ainsi que la souris la plus âgée de tous les temps, âgée de 9 ans et 210 jours au 9 février 2023.
La gerbille la plus âgée était une gerbille de Mongolie nommée Sahara. Elle est née en mai 1973 et est décédée le 4 octobre 1981 à l'âge de 8 ans et 4 mois.
Un hamster appartenant à Karen Smeaton, à Tyne & Wear, au Royaume-Uni, a atteint l'âge de 4 ans et 6 mois.